# Diamond D-JET

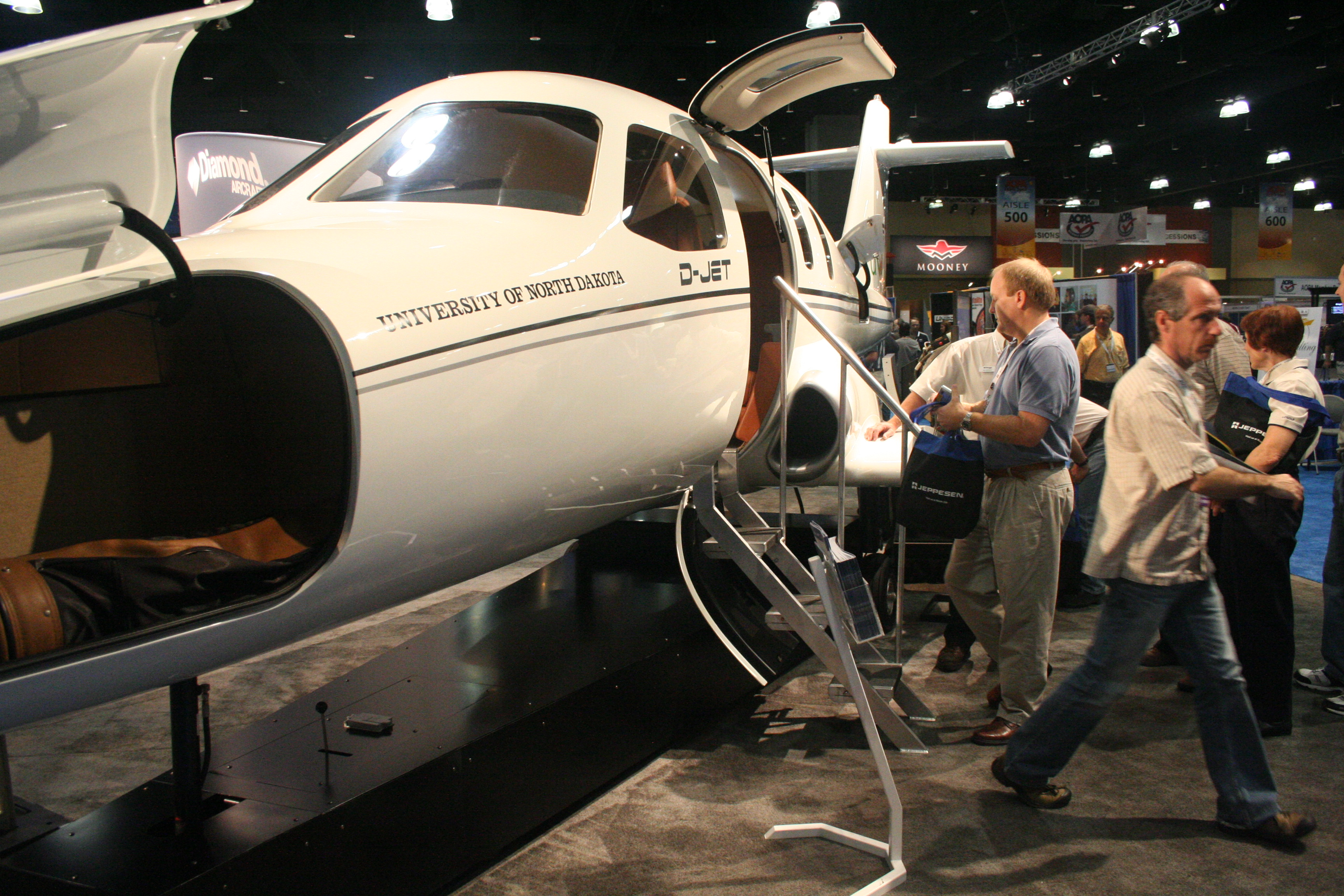
Diamond D-Jet

De Diamond D-Jet is een minijet van de Oostenrijkse vliegtuigbouwer Diamond Aircraft Industries, die plaats biedt aan vijf personen. Het uit licht materiaal gebouwde toestel wordt maar door één motor aangedreven en wordt als zakenvliegtuig verkocht.
Op 18 april 2006 beleefde de D-Jet zijn première in Canada. De tweede vlucht vond op 14 september 2007 plaats.
Het toestel wordt vanaf 1,4 miljoen dollar verkocht en is daarmee met grote afstand het goedkoopste jetvliegtuig ter wereld.

## Techniek
- Maximaal aantal passagiers: vier personen en een piloot
- Lengte: 10,7 m
- Spanwijdte: 11,5 m
- Hoogte: 3,6 m
- Max. startgewicht: 2318 kg
- Motoren: 1× Williams FJ33-4A
- Max. snelheid: 583 km/h
- Kruissnelheid: 444 km/h
- Max. reikwijdte: 2500 km
- Kruishoogte: 7620 m
- Stijgingssnelheid: 7620 m in 15 minuten